# Estatira (esposa d'Artaxerxes II)
Estatira (Stateira, Στάτειρα) fou l'esposa del rei Artaxerxes II de Pèrsia i filla d'un noble persa de nom Idernes. Es va casar amb Artaxerxes quan encara regnava el seu pare Darios II de Pèrsia.
El seu marit la va aconseguir salvar (a través de la reina mare Parisatis de Pèrsia) quan tota la família de la princesa fou executada després de la revolta del seu germà gran Terituixmes; Parisatis però no va voler salvar a cap dels seus germans i germanes i això va produir una enemistat latent entre les dues dones que es va agreujar quan Parisatis s'inclinà com a successor de Darios, per Cir el Jove, mentre Estatira preferia al seu marit del que estava enamorat (i el marit també li corresponia).
Quan Cir es va revoltar el 401 aC Estatira fou una de les que va clamar contra la reina mare; derrotat Cir el Jove, la reina Parisatis va perseguir cruelment a tots els que havien tingut part en la mort del seu fill i va mostrar el seu favor pel general mercenari grec Clearc d'Esparta i els seus companys, capturats a traïció, dels que va tractar de salvar la vida; Estatira però va convèncer el seu marit de fer matar Clearc i els altres generals.
Encara que en aquest afer va sortir victoriosa la lluita amb Parisatis va romandre i la mare va aconseguir influir en la ment del seu fill i va decidir eliminar a Estatira per mitjà de verí. La jove reina sospitava i vigilava acuradament però finalment fou enverinada. Artaxerxes es va afligir molt per la mort de la seva dona però no va gosar castigar a la seva mare i es va limitar a matar a la minyona Gigis que havia estat còmplice de l'assassinat.